# Ivana Miličević
Ivana Miličević (Sarajevo, 26 de abril de 1974) é uma atriz estadunidense de etnia croata. É irmã do guitarrista Tomislav Miličević da banda 30 Seconds to Mars.

## Filmografia
- The 100 (2018)
- Banshee (2013)
- Beneath the Blue (2009)
- Battle in Seattle  (2008)
- Witless Protection (2008)
- Casino Royale (2006)
- Running Scared  (2006)
- The Elder Son (2006)
- In Her Shoes (2005)
- Just Like Heaven (2005)
- Slipstream (2005)
- Charmed (2003)
- Down with Love (2003)
- Love Actually  (2003)
- Mail Order Bride (2003)
- Head Over Heels  (2001)
- Vanilla Sky (2001)
- Buffy the Vampire Slayer (2001)